# Ley de Bell–Magendie

11. La raíz anterior es responsable de llevar la señal motora (rojo). 12. La raíz posterior es responsable de la información sensorial (azul).

En anatomía y neurofisiología, la ley de Bell-Magendie se refiere a que las raíces nerviosas espinales anteriores contienen solo fibras motoras y las raíces posteriores solo fibras sensoriales y que los impulsos nerviosos se conducen en una sola dirección en cada caso. La naturaleza y la fisiología de los fenómenos fueron descritas de manera independiente por el científico anatómico británico sir Charles Bell y el fisiólogo francés François Magendie, confirmados posteriormente por el fisiólogo alemán Johannes Peter Müller.

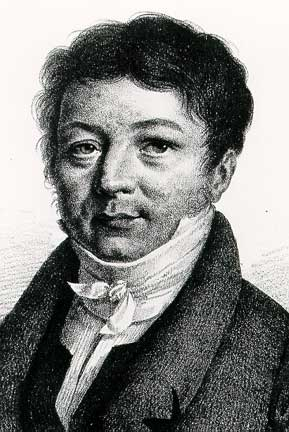
François Magendie

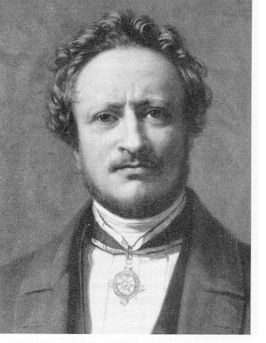
Johannes Peter Müller

## Historia
Los hallazgos fueron descritos independientemente por dos profesores que trabajaban en diferentes paradigmas médicos: por Sir Charles Bell, un anatomista, y Francois Magendie, un profesor de fisiopatología y fisiología. Sus observaciones independientes tuvieron 11 años de diferencia. Otra prueba experimental definitiva fue dada nueve años después de los experimentos de Magendie por Johannes Peter Müller durante una vivisección de una rana en 1831.

### El descubrimiento de Bell
En 1811, en un folleto patrocinado y publicado por el mismo Charles Bell se refirió a las funciones motoras de las fibras nerviosas que salen de las raíces ventrales de la médula espinal, pero no mencionó las funciones sensoriales de las raíces dorsales. Eso fue en parte porque sus estudios eran diseccionistas y no viviseccionistas. El dolor se provoca y se detecta mejor en un animal consciente. Un animal muerto, o inconsciente, no produciría el efecto deseado cuando se estimulan las fibras del asta posterior, responsables de la sensación y la transferencia de señales nocivas. El sobrino de Bell, John Shaw, viajó en 1812 a París, donde presentó el sistema de Bell a los anatomistas franceses. Según se informa, Shaw organizó una demostración sobre los nervios faciales de un burro sin el efecto deseado.

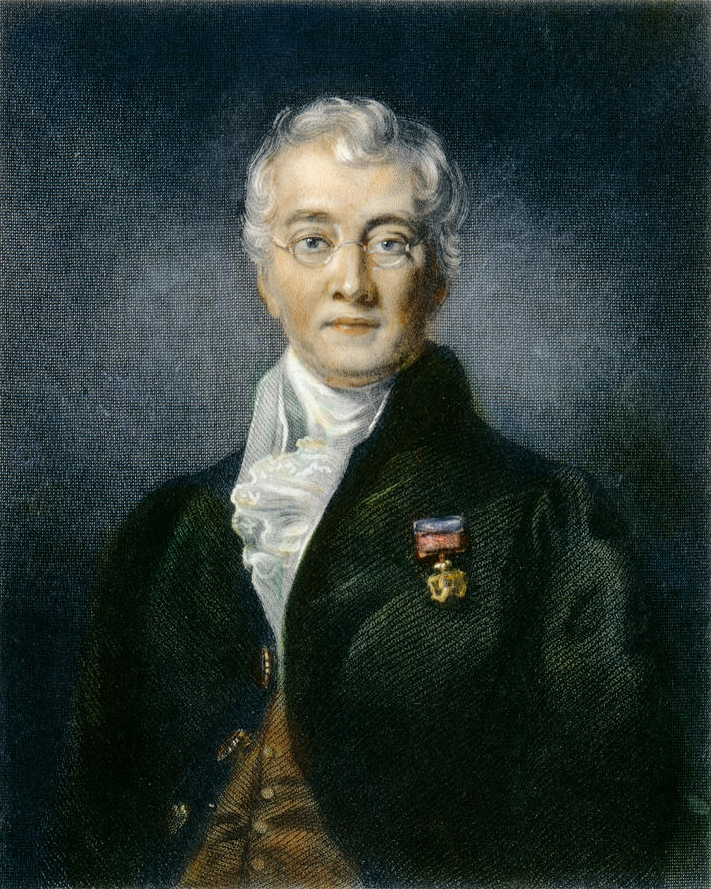
Charles Bell

### Experimento de Magendie
Once años más tarde, Magendie anunció en la revista Journal de physiologie expérimentale et de pathologie su descubrimiento de que las fibras de las neuronas motoras salen de la raíz anterior y las fibras de las neuronas sensoriales de la raíz dorsal: "sección (trans) de la raíz dorsal elimina la sensación, "(Trans) sección de las raíces ventrales suprime la actividad motora, y (Trans) sección de ambas raíces suprime tanto la sensación como la actividad motora".
Magendie dio la primera descripción completa de la prueba experimental de la ley Bell-Magendie. Sus experimentos a menudo se llevaban a cabo en público y estaban en presencia de estudiantes de medicina y curiosos ciudadanos. Ese experimento en particular se realizó cortando las raíces anteriores y posteriores de los nervios espinales en diferentes combinaciones de varios perros en una camada de cachorros. La estimulación de las raíces posteriores causó dolor y la estimulación del movimiento anterior. Ese fue un experimento criticado por su crueldad por las sociedades humanas de París y Londres. La descripción detallada del experimento se publicó en la misma revista de fisiología y patología.

### El experimento de la rana de Müller
El tercer científico, no acreditado en nombre de la ley, fue el médico y fisiólogo alemán Johannes Peter Müller; llevó a cabo experimentos neuroanatómicos y fisiológicos en conejos durante bastante tiempo y sin éxito.
Entonces decidió simplificar sus experimentos y, por lo tanto, el análisis reduciendo el objeto del estudio a un sistema nervioso menos complejo: el de una rana. Condujo sus experimentos con la ayuda de su entonces estudiante y más tarde famoso fisiólogo y anatomista alemán Theodor Schwann.

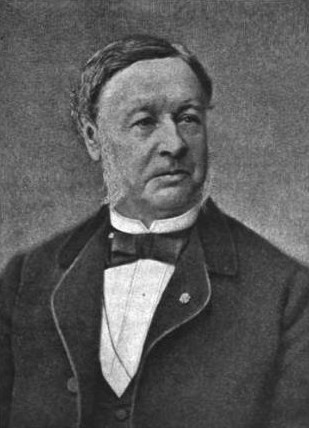
Theodor Schwann

Debido a que la médula espinal de la rana ,es relativamente, más simple y más fácil de remover, y las relaciones entre las raíces nerviosas son más evidentes, ese cambio simplificó el diseño de Müller y también permitió una mejor reproducibilidad del experimento. Su experimento involucraba las inervaciones de las patas traseras de la rana. El procedimiento se llevó a cabo cortando primero las raíces posteriores del nervio espinal que conducía a la pierna. Reveló que la pierna se volvió insensible pero no paralizada. Igualmente, la segunda parte de su experimento fue cortar las raíces anteriores, y eso paralizó la extremidad sin causar pérdida de sensibilidad. El experimento de rana de Müller se convirtió en el favorito de los profesores de fisiología: era un experimento fácilmente reproducible, y desde entonces se ha utilizado ampliamente en la enseñanza de neurofisiología.

## La controversia de los nombres
La disputa sobre los hallazgos, y posteriormente el nombramiento del descubrimiento, comenzó con la publicación del artículo de Magendie en el Journal de physiologie expérimentale et de pathologie. El conflicto duró hasta la muerte de Bell en 1842. Algunos historiadores de la ciencia han resuelto mejor nombrarlo por los dos médicos, dándole a Bell la primera mención honorífica, aunque otros afirman que estos son esencialmente dos descubrimientos superpuestos. Debido a los hallazgos independientes de ambos científicos (la afirmación de Bell sobre la función motora y la función sensorial de Magendie) y el conflicto existente entre Inglaterra y Francia en la arena política del siglo XIX (y antes de eso), el debate sobre la ley se convirtió en una cuestión de orgullo nacional. Los profesores de medicina inglesa, especialmente Bell, e incluso los políticos ingleses reprendieron los "métodos crudos" de los viviseccionistas franceses. El personal médico y los profesores ingleses estaban más sintonizados en la búsqueda de explicaciones anatómicas y estructurales a través de disecciones, tomando un enfoque médico funcionalista. La disputa entre los dos ocurrió en una era de un enfoque más secular del descubrimiento científico; El positivismo se había hecho popular en muchas ciencias. Eso fue casi al mismo tiempo que se publicaron las obras y teorías de Auguste Comte.
Por otro lado, Magendie se consideraba a sí mismo en sus propias palabras "un mero carroñero de la ciencia que trata de hacer ciencia mediante la recopilación de fragmentos y piezas de las verdades de la naturaleza"; No buscaba el gran esquema, sino el "inventario de las tuercas y tornillos del sistema". Los franceses también estaban orgullosos de los numerosos descubrimientos de Magendie y de la extensión del conocimiento humano en las áreas de patología, fisiología y farmacología, y respaldaron firmemente su afirmación al respecto. Sin embargo, muchos franceses (y la mayoría de sus contemporáneos) habrían estado de acuerdo con los ingleses en que las vivisecciones no eran para los débiles de corazón. Hasta su muerte en 1842, Bell escribiría contra los métodos de Magendie y en sus cartas y libros desaprobaría la "crueldad prolongada de los experimentos de disección".

## Excepciones
Las fibras nerviosas no mielinizadas del Grupo C que transmiten el dolor y la temperatura desde las vísceras pélvicas ingresan a la médula espinal a través de las raíces ventrales en L5-S3, lo que viola la ley Bell-Magendie.